# Epagneul Français
Der Epagneul Français (Französischer Spaniel) ist eine von der FCI (Nr. 175, Gr. 7, Sek. 1) anerkannte Hunderasse aus Frankreich. Die Rasse wird vom AKC im Hinblick auf eine mögliche Anerkennung seit Mai 2012 in seinem Foundation Stock Service geführt.

## Herkunft und Geschichtliches
Der Epagneul Français geht auf mittelalterliche Vogelhunde zurück, ebenso wie andere Spanielarten. 1891 wurde von James de Connick der erste Standard festgelegt, der in Folge mehrfach angepasst wurde.

## Beschreibung
Der Epagneul Français ist ein Vorstehhund vom Typ Spaniel, der bis zu 63 cm groß wird, mit reichlichem, am Körper anliegendem, seidigem Haar, mit Wellen hinter dem Hals und am Rutenansatz. Die Farben sind weiß und braun in mittlerer Scheckung, unregelmäßigen Platten, getüpfelt. Die hängenden Ohren der Hunde liegen gut an und sind mit langem, seidigem Haar bedeckt, nach vorne gelegt reichen sie bis knapp zum Nasenansatz.